# Militärflugplatz Hmeimim

i7
i11
i13
Der Militärflugplatz Hmeimim oder Chmeimim (russisch Аэродром Хмеймим Aerodrom Chmeimim, arabisch قاعدة حميميم الجوية Qaidat Humaimim al-dschauwiya, DMG Qāʿidat Ḥumaimīm al-ǧauwiyya) ist eine Basis der russischen Luftstreitkräfte in Syrien, gelegen im nördlichen Bereich des Internationalen Flughafens Basil al-Assad von Latakia im Westen des Landes. Er wurde am 30. September 2015 in Betrieb genommen und war bis Ende 2024 nur für russische Militärangehörige zugänglich.

## Geschichte der Nutzung durch russische Streitkräfte
Im September 2015 wurden für den russischen Militäreinsatz in Syrien 28 Flugzeuge der Typen Su-24M, Su-25SM, Su-30SM und Su-34 der Luftstreitkräfte auf dem Luftwaffenstützpunkt stationiert. Zur Nahverteidigung wurden Kampfpanzer T-90, Mannschaftstransporter BTR-82, Artillerie und Mi-24-Kampfhubschrauber stationiert. Bis 2017 waren weitere Typen wie die Mil Mi-28, Tu-214R sowie die Berijew A-50 auf der Basis auszumachen.
Gesichert wird die Anlage durch das russische Luftabwehrsystem S-400. Mit seiner Reichweite von 400 Kilometern kann es potenziell den Flugverkehr im ganzen Nahen Osten bekämpfen.
Im Juni 2019 wurde durch Sensoren auf der Internationalen Raumstation festgestellt, dass russische Truppen auf dem Gelände des Militärflugplatzes Hmeimim einen Störsender installiert haben, welcher Daten des vom US-Verteidigungsministerium betriebenen NAVSTAR GPS mittels GPS-Spoofing stört. Piloten hatten im Umfeld der Flughäfen Larnaka auf Zypern und Ben Gurion bei Tel Aviv in den Wochen vor der Entdeckung von Störungen der GPS-Navigationssysteme berichtet, die in Folge der Aufklärung dem russischen Störsender zugeschrieben werden.
Vermutlich lieferten Iranische Flugzeuge Waffen auch über Hmeimim. Israel griff am 3. Oktober 2024 ein Waffendepot nahe der Basis an.
Im Dezember 2024, nach dem Sturz des Assad-Regimes, dessen Machterhalt Russland bis dahin gestützt hatte, reduzierten die russischen Streitkräfte den Stützpunkt und zogen sich auch insgesamt aus dem übrigen Land zurück.
Bis zum 12. März 2025 sollen laut der Syrischen Beobachtungsstelle für Menschenrechte Tausende von alawitischen Zivilisten im und am Militärstützpunkt Hmeimim Zuflucht vor Kämpfen und Verfolgung in Dschabla und den umliegenden Dörfern gesucht haben.

## Zwischenfälle
- Die Anlage wurde mehrfach zum Ziel von Angriffen, wobei am 31. Dezember 2017 zwei russische Soldaten ums Leben kamen.[11]
- Am 6. März 2018 stürzte ein Transportflugzeug des Typs Antonow An-26 der Russischen Luftstreitkräfte (Kennzeichen RF-92955) beim Landeanflug auf den Militärflugplatz Hmeimim gegen 15 Uhr Moskauer Zeit etwa 500 m vor der Start- und Landebahn ab. Alle an Bord befindlichen russischen Militärangehörigen, 33 Passagiere und sechs Besatzungsmitglieder, wurden getötet.[12] Einen Beschuss des Flugzeuges soll es einem Bericht zufolge nicht gegeben haben.[13]
- Anfang Mai 2018 stürzte eine Su-30, ohne beschossen worden zu sein, nach dem Start vom Militärflugplatz Hmeimim ins Meer, wobei beide Piloten ums Leben kamen.[14]

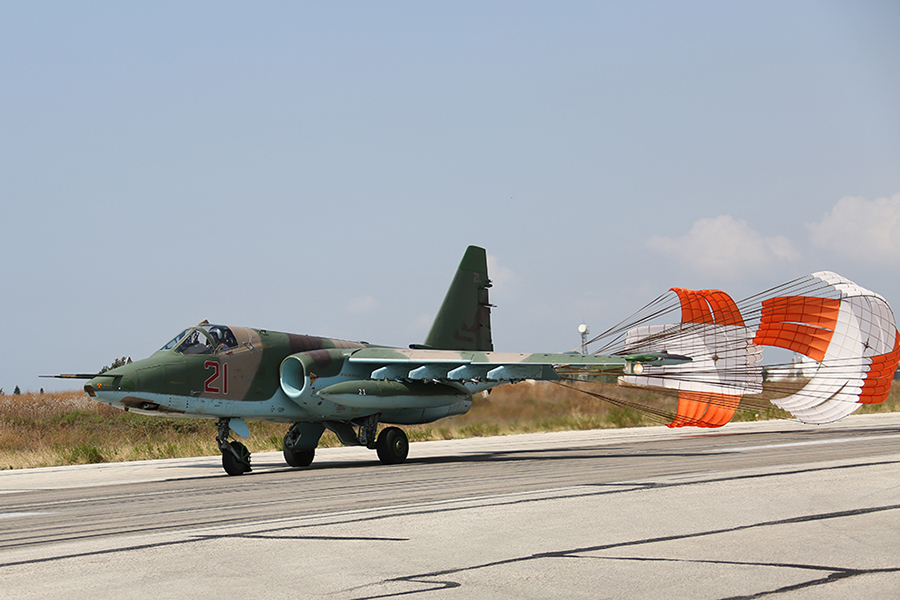
Suchoi Su-25
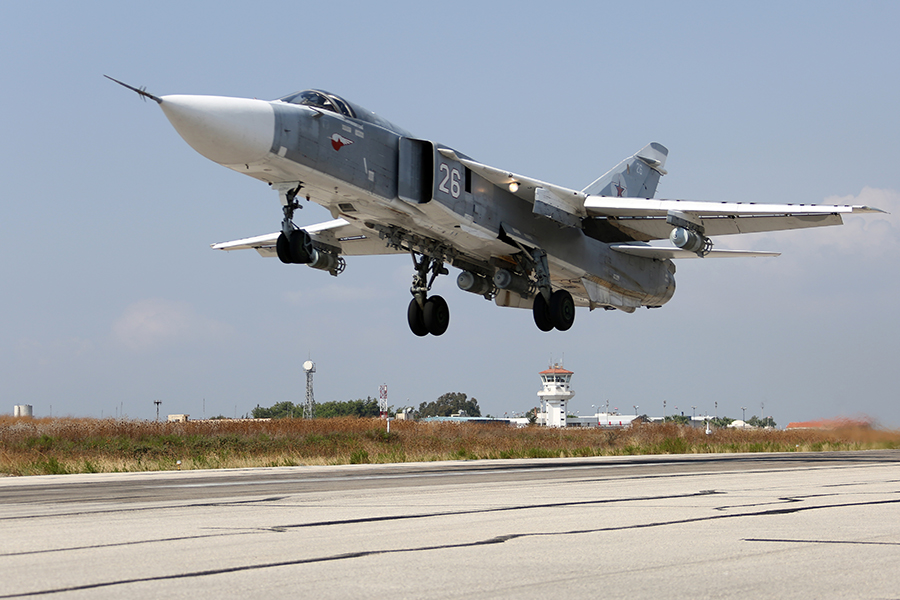
Suchoi Su-24
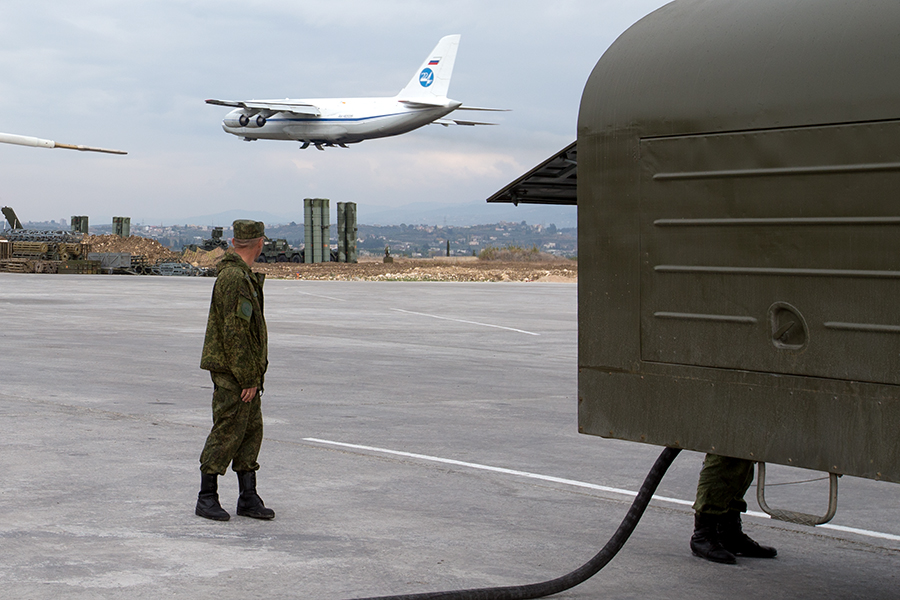
Antonow An-124
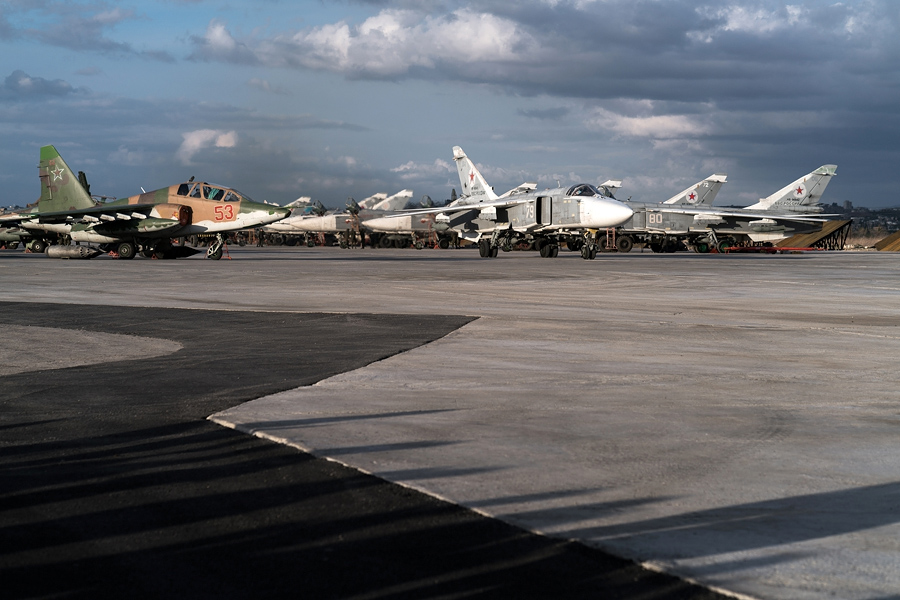
Kampfflugzeuge auf dem Flugfeld